# Chabria
Chabria is een geslacht van kevers uit de familie bladkevers (Chrysomelidae).
De wetenschappelijke naam van het geslacht werd in 1887 gepubliceerd door Martin Jacoby.

## Soorten
- Chabria albicornis Medvedev, 2004
- Chabria aptera Medvedev, 1993
- Chabria bicoloripes Medvedev, 1996
- Chabria bistrimaculata Medvedev, 2005
- Chabria furthi Medvedev, 1996
- Chabria hieroglyphica Medvedev, 2001
- Chabria laysi Medvedev, 2002
- Chabria marginata Medvedev, 1993
- Chabria mimica Medvedev, 2002
- Chabria mindanaica Medvedev, 2001
- Chabria nigricornis Medvedev, 1996
- Chabria nigripennis Medvedev, 1993
- Chabria nigripes Medvedev, 1993
- Chabria obscura Medvedev, 2002
- Chabria pallida Medvedev, 1993
- Chabria panaica Medvedev, 1993
- Chabria pusilla Medvedev, 1996
- Chabria quinquemaculata Medvedev, 2002
- Chabria samarensis Medvedev, 1996
- Chabria satoi Medvedev, 1997
- Chabria schultzei Medvedev, 2005